# Cimitero di Eyüp
Il Cimitero di Eyüp (in turco Eyüp Mezarlığı), noto anche come Cimitero del Sultano Eyüp, è uno storico luogo di sepoltura situato nel distretto di Eyüp, sulla sponda europea di Istanbul, in Turchia. È amministrato dalla Direzione Generale delle Fondazioni. È uno dei più antichi e più grandi cimiteri musulmani di Istanbul e ospita le tombe di sultani ottomani e membri della corte, gran visir, autorità religiose di alto rango, funzionari pubblici e comandanti militari, nonché intellettuali, scienziati, artisti e poeti.

## Storia
Il cimitero era molto popolare tra gli ottomani, che volevano essere sepolti accanto alla tomba di Abū Ayyūb al-Anṣārī (576-circa 672 o 674), in turco ottomano Ebu Eyyûb el-Ensarî (in turco moderno Eyüp Sultan, da cui il nome del cimitero). Compagno (Ṣaḥāba) del Profeta Maometto, morì durante un'incursione contro la capitale bizantina Costantinopoli e volle essere sepolto il più vicino possibile alle mura della città. Dopo la conquista di Costantinopoli da parte dei turchi ottomani nel 1453, fu costruita una türbe sopra il suo sepolcro e una moschea, oggi chiamata Moschea di Eyüp Sultan, in suo onore. Da quel momento in poi, l'area oggi conosciuta come Eyüp divenne sacra e molti personaggi ottomani di spicco chiesero di essere sepolti in prossimità di Abū Ayyūb.
Il cimitero di Eyüp si trova sulla riva occidentale del Corno d'Oro, appena fuori dalle mura storiche di Costantinopoli (oggi İstanbul). Si estende tra la riva del Corno d'Oro fino al pendio di Karyağdı e oltre fino a Edirnekapı. I lavori di costruzione delle strade e la nazionalizzazione intorno al Corno d'Oro hanno danneggiato gravemente le tombe.
Tra le tombe più interessanti ci sono quelle dei boia pubblici dell'epoca ottomana. Non era permesso loro di essere sepolti nei cimiteri pubblici, e un campo di sepoltura separato, chiamato "Cimitero dei boia" (in turco: Cellat Mezarkığı), esisteva sulla collina di Karyağdı, accanto al cimitero di Eyüp. La loro sepoltura avveniva solo in due cimiteri di Istanbul, e di nascosto, di notte. Le lapidi erano vuote, senza nome e data, per evitare ritorsioni da parte dei parenti dei giustiziati. Purtroppo, solo poche tombe di boia sono sopravvissute fino ad oggi.

## Luogo di crimini

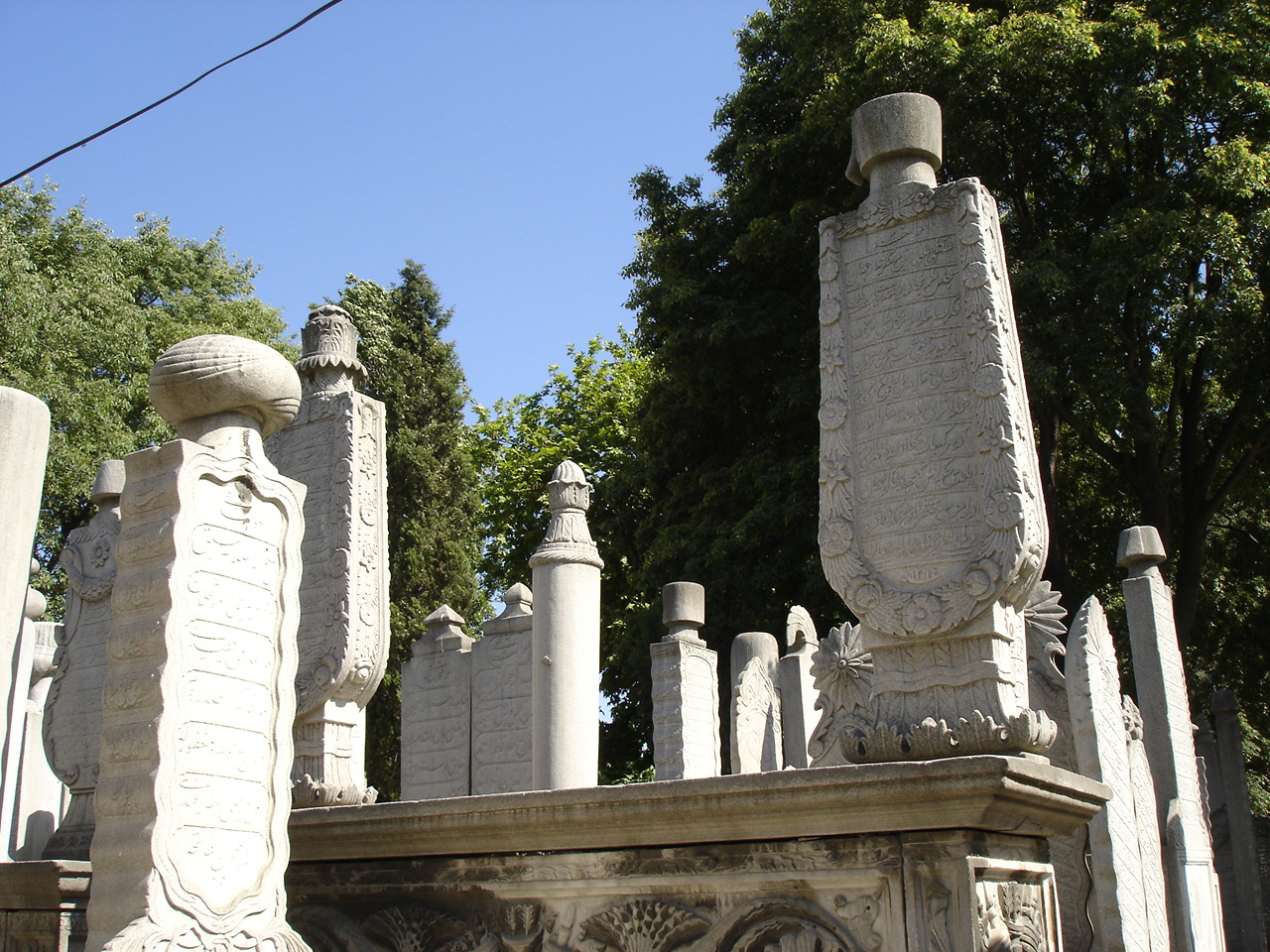
Lapidi storiche nel cimitero di Eyüp di epoca ottomana con diversi copricapi che indicano la professione o lo status sociale del sepolto.

Nelle ore serali di un giorno di novembre del 1994, una professoressa austriaca di 45 anni è stata aggredita, uccisa e derubata mentre scendeva dalla collina attraverso il cimitero dopo una pausa caffè nella popolare caffetteria (chiamata caffetteria Pierre Loti) in cima alla collina. L'assassino era un verniciatore di auto di 17 anni.
Nelle prime ore del pomeriggio del 25 agosto 2001, Üzeyir Garih, importante uomo d'affari turco di religione ebraica e cofondatore della Alarko Holding, è stato trovato morto dalle guardie del cimitero accanto alla tomba di Fevzi Çakmak. È stato accoltellato dieci volte, di cui sette ferite mortali. La polizia ha arrestato un sospetto dopo due ore, che ha confessato il crimine aggiungendo di aver commesso l'omicidio a scopo di rapina. Ad ogni modo, l'assassino vero e proprio, che ha derubato Garih del denaro e del telefono cellulare, è stato catturato dieci giorni dopo. Secondo quanto dichiarato, Garih era solito visitare la tomba del primo Capo di Stato Maggiore turco, il maresciallo di campo Çakmak, ogni due settimane.
Poco dopo il caso di omicidio del 2001, un commissario dell'ufficio del procuratore del distretto di Eyüp ha ammesso che il cimitero di Eyüp era diventato un luogo di prostituzione e di consumo di droga per trascuratezza. È stato riferito che dall'omicidio del 1994 non è stato effettuato alcun controllo da parte delle pattuglie di polizia nel cimitero e nel sentiero che porta alla caffetteria in cima alla collina, frequentati dai turisti.

## Personaggi famosi illustri sepolti

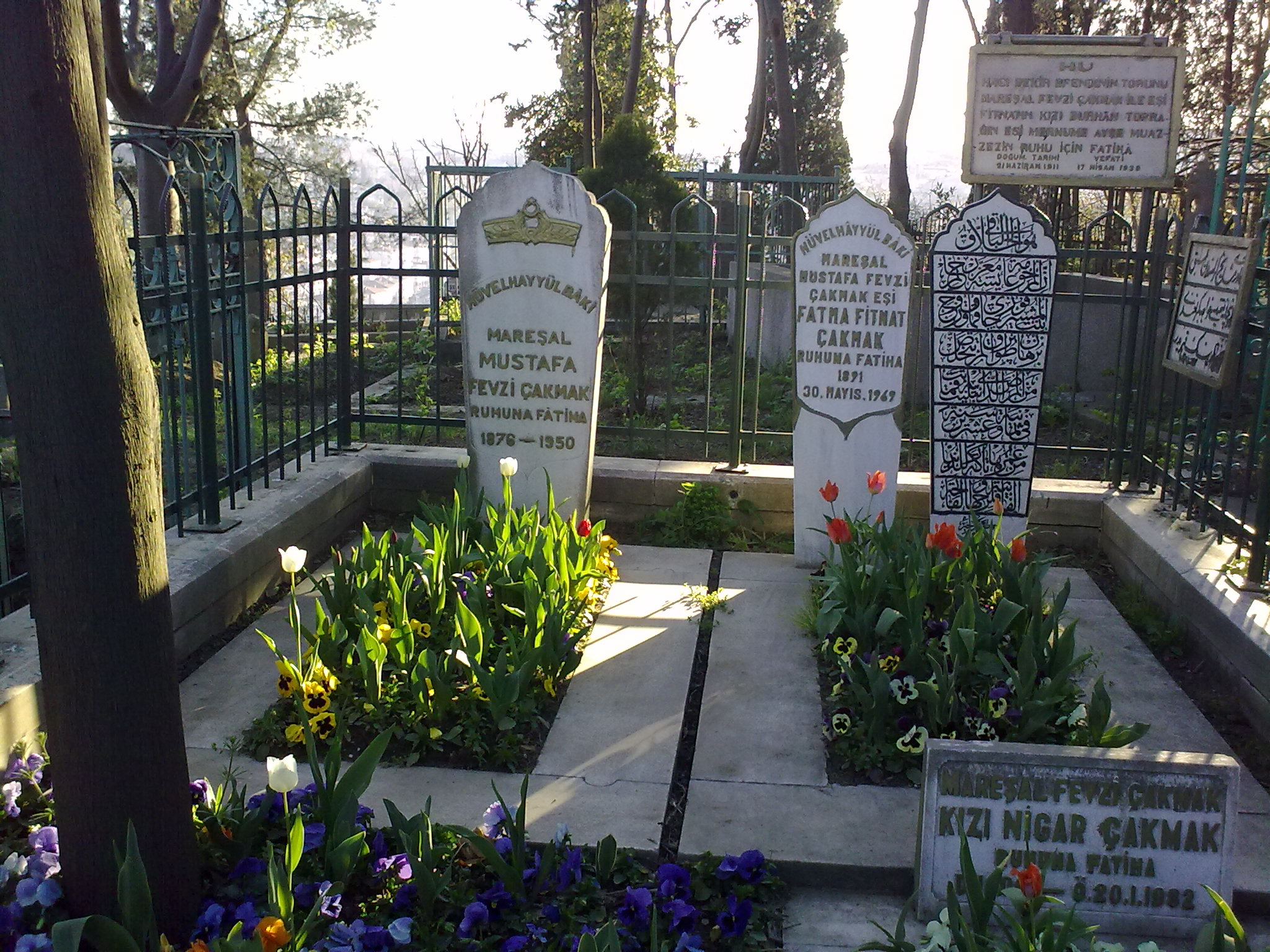
Tomba di famiglia del Feldmaresciallo Fevzi Çakmak

- Khidr Bey (1407–1459), Studioso e poeta hanafi-maturidita;
- Mehmet V (1844-1918), 35º sultano dell'Impero Ottomano;[4]
- Principe Sabahaddin (1878-1948), sociologo e pensatore;[10]
- Husein Gradaščević (1802-1834) Generale bosniaco che si ribellò all'Impero Ottomano
- Hacı Arif Bey (1831-1885), compositore ottomano di musica classica[4]
- Ahmet Haşim (1884?-1933), poeta[4]
- Küçük Mehmed Said Pascià (1830-1914), statista e direttore del giornale Jerid-i-Havadis[4]
- Şeker Ahmed Pascià pittore, militare e funzionario statale[4]
- Fevzi Çakmak (1876-1950), maresciallo di campo e uomo politico[11]
- Sadettin Heper (1899-1980), compositore di musica Mevlevi[4]
- Hüseyin Hilmi Işık (1911-2001), studioso di Islamistica
- Necip Fazıl Kısakürek (1904-1983), poeta, romanziere, drammaturgo, filosofo e attivista
- Nurettin Uzunoğlu (1939–2013), Studioso dell'Islam, professore, politologo e accademico
- Enver Ören (1939-2013), uomo d'affari e fondatore della İhlas Holding[12]
- Murat Öztürk (1953-2013), pilota acrobatico professionista[13]
- Ahmad Ammar Ahmad Azam (1993-2013), primo malese ad essere sepolto nel cimitero di Eyup. Il popolo turco gli ha conferito il titolo di "Şehıdımız" (Nostro Martire).
- Mahfiruz Hatice Hatun (1590 circa - 1610 circa), fu consorte del sultano ottomano Ahmed I (1603-17) e madre del sultano Osman II (1618-22). Fu sepolta in una türbe
- Mahmud Esad Coşan (1938-2001) è stato un autore accademico turco, predicatore, professore di Islam e leader Naqshbandi.
- Zübeyir Gündüzalp (1920–1971)
- Mustafa Sungur (1929–2012)
- Mehmet Nuri Güleç (Fırıncı) (1928–2020)
- Abdullah Yeğin (1924–2016)